# Galliambe
Le galliambe est un type de vers de la métrique antique, utilisé en poésie grecque et latine. Il tire son nom des Galles, prêtres de Cybèle, qui l'utilisaient beaucoup dans leurs chants religieux.

## Composition du vers
Le galliambe est un vers au rythme plein de mollesse qui se compose de six pieds. Il commence généralement par un anapeste et se termine par un spondée ou un dactyle suivi généralement par un autre anapeste.
En poésie latine, sa forme n'est pas clairement définie.
Il peut suivre le modèle suivant :
- anapeste
- iambe
- iambe
- dactyle
- dactyle/spondée
- anapeste

Voici son schéma métrique :

| ∪ ∪ — | ∪ — | ∪ — | — // ∪ ∪ | — ∪ ∪ | ∪ ∪ X |

## Exemple
Le carmen 63 de Catulle est composé en galliambes, en voici les cinq premiers vers.
Les deux premiers vers respectent le schéma suivant :

| ∪ ∪ — | ∪ — | ∪ — | — // ∪ ∪ | — ∪ ∪ | ∪ ∪ ∪ |
Super alta vectus Attis celerei rate maria
Phrygi(um) ut nemus citato cupide pede tetigit
adiitque opaca silvis redimita loca deae,
stimulatus ibi furenti rabie, vagus animi,
devolsit ili acuto sibi pondera silice.
Le choix de ce mètre n'est pas gratuit : ce poème est consacré à Attis et Cybèle.